# Efraín Álvarez
Efraín Álvarez (Los Angeles, 19 juni 2002) is een Amerikaans-Mexicaans voetballer die doorgaans als middenvelder speelt. Hij stroomde in 2019 door vanuit de jeugd van LA Galaxy. Álvarez debuteerde in 2021 in het Mexicaans voetbalelftal.

## Carrière
Álvarez werd geboren in de Verenigde Staten als zoon van Mexicaanse ouders. Hij tekende in 2017 bij LA Galaxy. Hiervoor ging hij zowel in jeugdteams spelen als met LA Galaxy II in de USL Championship. Álvarez debuteerde op 3 maart 2019 in het eerste elftal van de Amerikaanse club, tijdens een met 2–1 gewonnen wedstrijd in de Major League Soccer thuis tegen Chicago Fire. Zijn eerste doelpunten volgden op 13 juni 2019. Álvarez maakte toen zowel de 1–0 als de 2–0 in een met 3–0 gewonnen wedstrijd in de US Open Cup thuis tegen Orange County FC. In de jaren die volgden werd zijn inbreng binnen het team elk seizoen groter. Álvarez speelde op 1 juni 2023 zijn honderdste wedstrijd voor LA Galaxy.

## Clubstatistieken
| Seizoen     | Club        | Competitie          | Competitie | Competitie | Beker | Beker | Internationaal | Internationaal | Totaal | Totaal |
| Seizoen     | Club        | Competitie          | Wed.       | Dlp.       | Wed.  | Dlp.  | Wed.           | Dlp.           | Wed.   | Dlp.   |
| ----------- | ----------- | ------------------- | ---------- | ---------- | ----- | ----- | -------------- | -------------- | ------ | ------ |
| 2019        | LA Galaxy   | Major League Soccer | 14         | 0          | 2     | 2     | 2              | 0              | 18     | 2      |
| 2020        | LA Galaxy   | Major League Soccer | 16         | 1          | 0     | 0     | —              | —              | 16     | 1      |
| 2021        | LA Galaxy   | Major League Soccer | 26         | 2          | 0     | 0     | —              | —              | 26     | 2      |
| 2022        | LA Galaxy   | Major League Soccer | 28         | 3          | 4     | 0     | —              | —              | 32     | 3      |
| 2023        | LA Galaxy   | Major League Soccer | 10         | 0          | 0     | 0     | —              | —              | 10     | 0      |
| Club totaal | Club totaal | Club totaal         | 94         | 6          | 6     | 2     | 2              | 0              | 102    | 8      |

Bijgewerkt t/m 9 juli 2023

## Interlandcarrière
Álvarez speelde eerst voor het Amerikaanse team voor spelers onder vijftien jaar, maar koos ervoor om over te stappen naar de nationale jeugdselecties van Mexico. Hij won met Mexico –17 het CONCACAF kampioenschap –17 van 2019. Met datzelfde team bereikte hij een half jaar later de finale van het WK –17 van 2019. Álvarez werd in november 2020 opgeroepen voor het Amerikaans voetbalelftal voor een oefeninterland tegen El Salvador. Hij trainde mee met het nationale team, maar was niet speelgerechtigd voor de wedstrijd. Dit omdat hij al officiële wedstrijden voor een vertegenwoordigend team van Mexico had gespeeld en geen overstap had aangevraagd. Álvarez debuteerde op 30 maart 2021 in het Mexicaans voetbalelftal. Bondscoach Gerardo Martino liet hem toen in de 81e minuut invallen voor Jesús Corona tijdens een met 0–1 gewonnen oefeninterland tegen Costa Rica. Vier maanden later behoorde hij tot de Mexicaanse selectie tijdens de Gold Cup 2021.

## Erelijst
| CONCACAF kampioen –17 | 1x | 2019 |

1 Bond ·
2 Calegari ·
3 Aude ·
4 Yoshida ·
5 Brugman ·
6 Puig ·
7 Álvarez ·
8 Delgado ·
9 Joveljić ·
10 Costa ·
11 Boyd ·
12 Barrios ·
14 Hernández  ·
15 Zavaleta ·
16 Uri ·
17 Mavinga ·
18 Leerdam ·
19 Cuevas ·
22 Cáceres ·
24 Neal ·
28 Ferkranus ·
30 Vivi ·
31 Judd ·
32 Cervantes ·
33 Klinsmann ·
35 Mićović ·
37 Aguirre ·
43 Saldaña ·
44 Edwards ·
56 Pérez ·
93 Alfaro ·
Cerillo ·
Fagúndez ·
Coach: Vanney